# James Drummond, II duca di Perth
James Drummond, II duca di Perth (1673 – Parigi, 17 aprile 1720), è stato un nobile scozzese.

## Biografia
Era il primogenito di James Drummond, I duca di Perth, e di sua moglie, Lady Jane Douglas. Studiò al Collegio scozzese di Parigi.

## Carriera
Nel 1689 accompagnò il re Giacomo II d'Inghilterra durante la rivolta di 1715 in Scozia. Egli fuggì in Francia con il re il 6 febbraio ed è stato arrestato il 17 febbraio 1716. Come marchese di Drummond è stato creato Cavaliere del Cardo nel marzo 1705, quando è diventato Magister equitum. Successe al padre l'11 maggio 1716.

## Matrimonio
Sposò, il 5 agosto 1706, Lady Jane Gordon, figlia di George Gordon, I duca di Gordon e di Lady Elizabeth Howard. Ebbero due figli:
- James Drummond, III duca di Perth (1713-1746)
- John Drummond, IV duca di Perth (1716-1747)

## Morte
Morì a Parigi, all'età di 46 anni.